# Eulalie Piccard
Pour les articles homonymes, voir Piccard.
 (janvier 2019).
Si vous disposez d'ouvrages ou d'articles de référence ou si vous connaissez des sites web de qualité traitant du thème abordé ici, merci de compléter l'article en donnant les références utiles à sa vérifiabilité et en les liant à la section « Notes et références ».
Eulalie Piccard, née Eulalie Goué, née le 26 octobre 1879 à Saint-Pétersbourg et morte en juin 1957 à Neuchâtel, est une intellectuelle suisse.

## Biographie
Après son mariage avec Eugène-Ferdinand Piccard, elle vit à Smolensk où son mari enseigne la géographie physique à l'université, tandis qu'elle enseigne le français en lycée. Le couple a une fille, Sophie, née en 1904, future mathématicienne renommée. La famille passe en Russie la Première Guerre mondiale et les débuts de la Révolution Russe, probablement en tant que ressortissante de pays neutre. En 1925, elle se réfugie en Suisse où Eulalie commence une carrière de traductrice, romancière et biographe qu'elle poursuit jusque dans les années 50. On lui doit notamment un cycle romanesque en cinq volets (Épisodes de la grande tragédie russe), publié entre 1929 et 1946, des  traductions de Lermontov, des biographies de Simone Weil et de Pouchkine. Même si elle n'a pas eu le retentissement d'écrivains russes prestigieux tels que Soljenitsyne ou Shalamov, Eulalie Piccard fait sans doute partie par son expérience et son activité des premiers informateurs de l'Occident sur les grands bouleversements qui affectèrent l'Empire russe, dans la première moitié du XXe siècle et qui étaient difficilement perceptibles, du fait des passions politiques et du régime de terreur imposé par nombre de dictatures. Son mari a également écrit des Observations personnelles publiées par la Gazette de Lausanne, en 1925-27, sur les événements de Russie. Les Éditions du Lys Martagon, à Neuchâtel ont publié en 1970 des Œuvres complètes en 9 volumes d'Eulalie Piccard.